# Brunswick (Geòrgia)
Brunswick és una població dels Estats Units a l'estat de Geòrgia. Segons el cens del 2006 tenia 16.074 habitants.

## Demografia
Segons el cens del 2000, Brunswick tenia 15.600 habitants, 6.085 habitatges, i 3.681 famílies. La densitat de població era de 349,8 habitants per km².
Dels 6.085 habitatges en un 29,3% hi vivien nens de menys de 18 anys, en un 31,4% hi vivien parelles casades, en un 24,6% dones solteres, i en un 39,5% no eren unitats familiars. En el 33,6% dels habitatges hi vivien persones soles el 13,2% de les quals corresponia a persones de 65 anys o més que vivien soles. El nombre mitjà de persones vivint en cada habitatge era de 2,46 i el nombre mitjà de persones que vivien en cada família era de 3,13.
Per edats la població es repartia de la següent manera: un 27,3% tenia menys de 18 anys, un 10,1% entre 18 i 24, un 27,1% entre 25 i 44, un 20,2% de 45 a 60 i un 15,3% 65 anys o més.
L'edat mediana era de 35 anys. Per cada 100 dones de 18 o més anys hi havia 82,8 homes.
La renda mediana per habitatge era de 22.272 $ i la renda mediana per família de 28.564 $. Els homes tenien una renda mediana de 26.172 $ mentre que les dones 18.602 $. La renda per capita de la població era de 13.062 $. Entorn del 25,2% de les famílies i el 30,4% de la població estaven per davall del llindar de pobresa.

## Poblacions més properes
El següent diagrama mostra les poblacions més properes.